# Teissières-de-Cornet
Teissières-de-Cornet település Franciaországban, Cantal megyében. Lakosainak száma 322 fő (2022. január 1.). Teissières-de-Cornet Ayrens, Crandelles, Jussac és Saint-Paul-des-Landes községekkel határos.

## Népesség
A település népessége az elmúlt években az alábbi módon változott:
| Lakosok száma | 190  | 194  | 189  | 182  | 262  | 285  | 293  | 301  | 304  | 322  |
|               | 1968 | 1982 | 1990 | 2006 | 2013 | 2015 | 2017 | 2019 | 2020 | 2022 |